# Мікеле Антонеллі
Мікеле Антонеллі (італ. Michele Antonelli; нар. 23 травня 1994) — італійський легкоатлет, який спеціалізується в спортивній ходьбі.

## Спортивні досягнення
Переможець Командного чемпіонату Європи з ходьби у командній першості на дистанції 50 кілометрів (2021).
Срібний призер кубків (командних чемпіонатів) Європи в командному заліку з ходьби на 20 кілометрів (2025) та 50 кілометрів (2017).
Бронзовий призер Кубка Європи з ходьби на 50 кілометрів в особистому заліку (2017).